# Hakan Yılmaz
Sabit Hakan Yılmaz (* 27. Juli 1997 in Salihli) ist ein türkischer Fußballspieler.

## Karriere
Yılmaz begann mit dem Vereinsfußball mit zwölf Jahren in der Jugend seines Heimatvereins Turgutluspor. Im Sommer 2013 erhielt er von seinem Verein einen Profi-Vertrag und wurde in den Profikader aufgenommen. Bis zum Saisonende absolvierte er 15 Ligaspiele und erzielte dabei zwei Tore.
Zur Saison 2014/15 verließ er diesen Klub in Richtung Zweitligist Adanaspor. Mit diesem Verein beendete er die Zweitligasaison 2016/17 als Meister und stieg mit ihm in die Süper Lig auf.
Nachdem Yılmaz für Adanaspor in der Süper Lig ohne Einsatz geblieben war, wechselte er im Sommer 2017 zum Zweitligaaufsteiger İstanbulspor. Dieser Verein lieh ihn für die Rückrunde der Saison 2017/18 an den Drittligisten Zonguldak Kömürspor und für die Saison 2018/19 an den Viertligisten 24 Erzincanspor aus.

### Nationalmannschaft
Yılmaz begann seine Nationalmannschaftskarriere 2012 mit einem Einsatz für die türkische U-16-Juniorennationalmannschaft und durchlief später die meisten höheren Jugendauswahlmannschaften seines Landes.

## Erfolge
Mit Adanaspor
- Meister der TFF 1. Lig und Aufstieg in die Süper Lig: 2016/17